# Андерсон (Јужна Каролина)
Андерсон (енгл. Anderson) град је у америчкој савезној држави Јужна Каролина.

## Демографија
По попису из 2010. године број становника је 26.686, што је 1.172 (4,6%) становника више него 2000. године.
| Група             | 2000.          | 2010.          |
| Белци             | 15.935 (62,5%) | 15.881 (59,5%) |
| Афроамериканци    | 8.678 (34,0%)  | 8.959 (33,6%)  |
| Азијати           | 199 (0,8%)     | 260 (1,0%)     |
| Хиспаноамериканци | 377 (1,5%)     | 1.089 (4,1%)   |
| Укупно            | 25.514         | 26.686         |